# A Sticky Affair (film 1913)
A Sticky Affair è un cortometraggio muto del 1913 diretto da Frank Wilson.

## Trama
Un vagabondo si trova invischiato sulla schiena a una staccionata da cui non riesce a staccarsi.

## Produzione
Il film fu prodotto dalla Hepworth.

## Distribuzione
Distribuito dalla Hepworth, il film - un cortometraggio di 144,02 metri - uscì nelle sale cinematografiche britanniche nel gennaio 1913.
Si conoscono pochi dati del film che, prodotto dalla Hepworth, fu distrutto nel 1924 dallo stesso produttore, Cecil M. Hepworth. Fallito, in gravissime difficoltà finanziarie, il produttore pensò in questo modo di poter almeno recuperare il nitrato d'argento della pellicola.